# Marie Karolína ze Schwarzenbergu
Marie Karolína princezna ze Schwarzenbergu, v kruhu blízkých zvaná Karola (německy Maria Karolina Prinzessin zu Schwarzenberg; 7. září 1775 Vídeň – 24. ledna 1816 Praha) byla česká šlechtična, princezna z rodu Schwarzenbergů, provdaná kněžna z Lobkovic, mecenáška a patronka charitativních spolků.

## Život a činnost
Narodila se ve Vídni jako Marie Karoliína Terezie Regina ze Schwarzenbergu (Marie Karoline Theresia Regina von Schwarzenberg), dcera knížete Jana I. ze Schwarzenbergu (1742 Postoloprty – 1789 Hluboká nad Vltavou) a jeho manželky Marie Elonory z Oettingen-Wallersteinu (1768 Wallerstein – 1797 Vídeň). Měla starší bratry Josefa Jana (1769–1833) a Karla Filipa (1771–1820).
Marie Karolína byla zakladatelkou „Dámského spolku“, dobročinného spolku ve Vídni. Spolek byl z iniciativy založen v roce 1810 a po zahájení činnosti byla o rok později též jednomyslně zvolena první z dvanácti statutárních členů výboru. První zasedání sdružení se uskutečnilo, v dnes již neexistujícím, Lobkovickém zahradním pavilonu v malebné rozlehlé zahradě, na konci ulice Ungergasse na nároží ulice Haltergasse ve Vídni. Vnější a vnitřní vybavení prostor navrhl Joseph Sonnleithner. Za života kněžny Marie Karolíny se v zahradě denně setkavaly skupiny lidí, hledajících pomoc. Jak poznamenal jeden ze současníků, "V každé roční době byl tento háj vždy plný ctnosti lásky k bližními, vděčnosti a požehnání, jež zde kvetly.
Marie Karolína zemřela v Praze 24. ledna 1816. Její choť kníže Josef František Maxmilián objednal u Ludwiga van Beethovena cyklus písní (An die ferne Geliebte), kterou chtěl uctít její památku.

### Manželství a potomstvo
Ve Vídni se 2. srpna 1792 provdala za Josefa Františka Maxmiliána z Lobkovic (1772 Vídeň – 1816 Třeboň). Z jejich manželství se narodilo 12 dětí, dvě z nich zemřely v dětství:
- 1. Marie Gabriela (19. 7. 1793 Vídeň – 11. 5. 1863 Vídeň)
  - ∞ (23. 9. 1811 Roudnice nad Labem) Vincenc z Auerspergu (9. 6. 1790 Praha – 16. 2. 1812 Vídeň)
- 2. Marie Eleonora (28. 10. 1795 – 10. 3. 1867 nebo 1876)
  - ∞ (11. 10. 1812) Weriand Alois Leopold Oldřich z Windisch-Grätze (31. 5. 1790 – 27. 10. 1867)
- 3. Ferdinand Josef Jan (12. 4. 1797 – 18. 12. 1868 Vídeň), zakladatel roudnické linie, 2. vévoda roudnický, 8. kníže z Lobkowicz
  - ∞ (9. 9. 1826) Marie z Lichtenštejna (31. 12. 1808 Vídeň – 24. 5. 1871 Vídeň)
- 4. Jan Nepomuk Karel (14. 1. 1799 Vídeň – 6. 6. 1878 Konopiště), zakladatel křimické linie
  - ∞ (20. 5. 1834 Vídeň) Karolína z Vrbna a Bruntálu (12. 2. 1815 Vídeň – 18. 10. 1843 Křimice)
- 5. Tereza Karolína (zv. Rézy; 23. 9. 1800 – 29. 9. 1868 Křimice)
- 6. Marie Paulina (* a † 30. 12. 1801)
- 7. Josef František Karel (17. 2. 1803 Vídeň – 18. 3. 1875 Praha), zakladatel dolnobeřkovické linie, generál jízdy
  - 1. ∞ (20. 8. 1835 Praha) Antonie Kinská z Vchynic a Tetova (17. 5. 1815 Praha – 31. 12. 1835 Pardubice)
  - 2. ∞ (11. 5. 1848 Vídeň) Zdeňka z Lobkowicz (4. 10. 1828 Lvov – 25. 2. 1917 Dolní Beřkovice)
- 8. Karel Jan (24. 2. 1804 – 11. 4. 1806)
- 9. Ludvík Jan Karel (30. 11. 1807 – 3. 9. 1882), zakladatel velkomeziříčské linie, kapitán jízdy
  - ∞ (6. 5. 1837) Leopoldina z Lichtenštejna (4. 11. 1815 Zhoř[zdroj?] – 8. 9. 1899 Břežany)
- 10. Marie Anna (22. 1. 1809 Vídeň – 25. 10. 1881 zámek Prugg, Bruck an der Leitha)
  - ∞ (29. 5. 1827 Vídeň) František Arnošt z Harrachu (13. 12. 1799 Vídeň – 26. 2. 1884 Nice)
- 11. Zdeňka (Sidonie) Karolína (13. 1. 1812 Jezeří – 20. 6. 1880 Stübing)
  - ∞ (6. 11. 1832 Jezeří) Ferdinand Leopold Pálffy-Daun (2. 12. 1807 Prešpurk (Bratislava) – 8. 12. 1900 Stübing)
- 12. Karel Jan (24. 11. 1814 Praha – 26. 9. 1879 Salcburk), vládní prezident v Salcbursku, místodržitel v Dolním Rakousku, na Moravě a v Tyrolsku a Vorarlbersku
  - ∞ (15. 9. 1856) Julie z Redwitz-Wildenrothu (25. 9. 1840 – 4. 6. 1895 Parsch bei Salzburg)